# Gustavo Fara
Gustavo Fara (Orta San Giulio, 18 settembre 1859 – Genova, 24 febbraio 1936) è stato un generale e politico italiano.

## Biografia

### I primi anni, l'inizio della carriera militare e l'esperienza in Eritrea
Gustavo Fara nacque a Orta San Giulio il 18 settembre 1859, figlio di Carlo Fara e Antonietta Bedone. Sin da giovane deciso ad intraprendere la carriera militare, frequentò l'Accademia militare di Modena dalla quale uscì nel luglio del 1879 col grado di sottotenente, venendo assegnato all'8º reggimento bersaglieri col quale rimase per tutta la sua carriera. Nel 1881 venne promosso tenente per poi tornare all'accademia modenese nel 1883 con l'intento di insegnare storia e arte militare.
Raggiunto il grado di capitano nell'aprile del 1888, Fara chiese di essere assegnato come volontario per le colonie italiane in Africa e nell'ottobre di quello stesso anno partì alla volta dell'Eritrea, dove nel gennaio dell'anno successivo venne assegnato come comandante della 3ª compagnia di ascari, partecipando alla marcia su Asmara.
Combatté ad Agordat nel 1890, fatto che gli valse la croce di cavaliere dell'Ordine Militare di Savoia. Nell'azione, il Fara riuscì a cogliere di sorpresa i nemici che stavano avanzando verso il mare e minacciavano di occupare la colonia Eritrea comandata dal generale Orero: il Fara inviò due compagnie di àscari a rafforzare le file del maggiore Cortese col quale si diresse all'attacco di Dega, bloccando i nemici alla gola di Damatai, appunto presso Agordat dove avvenne lo scontro dove fu possibile inoltre recuperare il bottino razziato a Beni Amer e liberare diversi prigionieri.
Ammalatosi di malaria nel 1891, venne costretto a rientrare in patria dove, dopo essere guarito, venne destinato al 18º reggimento bersaglieri e si sposò il 30 agosto 1893 con Giulia Mazzoni. Promosso maggiore nel 1899, ottenne il comando del XXXIV battaglione del 10º reggimento bersaglieri, raggiungendo il grado di tenente colonnello nel 1905. Nel 1910 venne promosso infine colonnello ed ottenne il comando dell'11º reggimento bersaglieri.

### La guerra di Libia e l'azione su Bir Tobraz

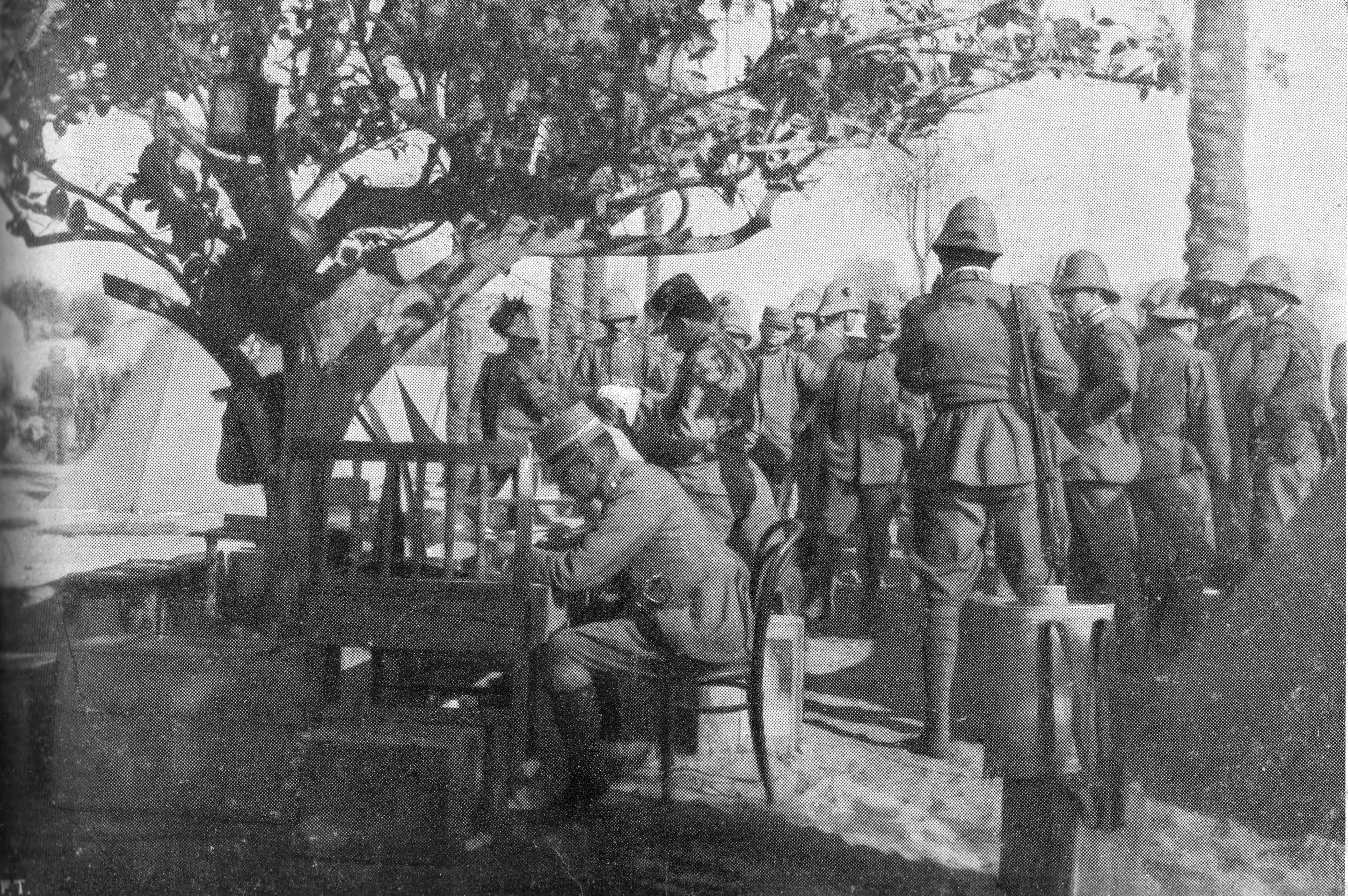
Gustavo Fara stende rapporto dopo la battaglia di Sciara Sciatt

Considerata l'esperienza da lui acquisita con la guerra d'Eritrea e per la distinzione acquisita sul campo di battaglia, Gustavo Fara prese parte in seguito alla guerra libica (1911-12) guidando l'11º Reggimento bersaglieri nella battaglia di Sciara Sciatt, dove guidò la resistenza del forte di Henni impedendo che la sconfitta si tramutasse in una rotta.
Il generale Pecori Giraldi che aveva assunto il comando dell'oasi di Ain Zara il 18 dicembre lanciò un'operazione contro l'oasi di Bir Tobraz (14 km a sud di ʿAin Zara). Al generale italiano era giunta la notizia che alcuni capitribù arabi che avevano giurato fedeltà all'Italia erano stati presi prigionieri da altri arabi ostili e pertanto decise di inviare una spedizione di soccorso nell'oasi di Bir Tobraz dove presumeva fossero stati portati come prigionieri. Senza informare il generale Caneva, Pecori Giraldi inviò l'11º Reggimento bersaglieri del colonnello Fara in missione con circa 3.000 uomini. La spedizione partì durante la notte nella speranza di attaccare il campo nemico all'alba, ma le guide locali che erano state assegnate non trovarono l'obiettivo e il reparto vagò per sette ore nel deserto finché non trovò l'accampamento nemico. Gli italiani decisero allora di attaccare, ma si portarono contro il versante sbagliato dell'accampamento e presto si trovarono presi tra due fuochi. A questo punto Fara decise di disimpegnare il reparto e, assunta formazione a quadrato, respinse gli attacchi nemici per tutto il giorno, finché all'approssimarsi della notte gli arabi si ritirarono. La colonna italiana iniziò la veloce ritirata verso Ain Zara abbandonando tutto il materiale inutile e anche i corpi dei caduti. Sulla strada di ritorno la colonna Fara intercettò una brigata di soccorso che si era persa anch'essa.
Il resoconto della spedizione attirò dure critiche contro il generale Pecori Giraldi che aveva voluto l'azione e, a seguito di una inchiesta, fu sollevato dall'incarico nel febbraio 1912. Il generale reagì attribuendo le colpe a Fara. Il generale Luigi Cadorna venuto a conoscenza delle accuse mosse da Pecori Giraldi al suo sottoposto lo accusò di incompetenza e raccomandò la promozione a generale per il colonnello Fara che definì "un vero soldato". Fara fu poi promosso a Maggior generale per meriti di guerra nel 1911. Essa appare in alcune fotografie scattate dal corrispondente di guerra francese Gaston Chérau, che cita anche il comportamento eroico di Gustavo Fara nelle lettere scambiate con la moglie.
Il 31 marzo 1912 fu iniziato in Massoneria nella loggia napoletana del Grande Oriente d'Italia Figli di Garibaldi, ma frequentò la loggia appena pochi mesi.
Terminata la guerra in Libia, il 26 marzo 1913 il Fara venne prescelto per assumere il comando della brigata "Friuli", abbandonando contestualmente la massoneria dimissionando dalla Loggia "Darwin" di Napoli, all'obbedienza del Grande Oriente d'Italia, della quale era membro.

### La prima guerra mondiale
Con lo scoppio della prima guerra mondiale, Gustavo Fara ottenne il comando della 24ª divisione di stanza in Carnia e venne promosso tenente generale per poi passare al comando della 4ª divisione, con la quale prese parte alla presa di Sabotino (24 ottobre 1915), ove rimase ferito. Rimessosi dalle ferite, chiese di essere rinviato al fronte al comando della 19ª divisione, con la quale contribuì a controbattere all'offensiva lanciata dagli austriaci in Val Lagarina. Si distinse con la 14ª divisione a Monfalcone ove si meritò una medaglia d'argento al valor militare.
L'abilità del Fara ad ogni modo emerse in maniera preponderante nelle ultime fasi della Grande Guerra: nell'agosto del 1917 costituì la 47ª divisione bersaglieri con la quale prese parte all'undicesima offensiva dell'Isonzo, riuscendo ad oltrepassare il fiume e a raggiungere l'altopiano della Bainsizza, ottenendo l'onorificenza di commendatore dell'Ordine militare di Savoia. Nell'ottobre di quello stesso anno combatté sul Monte Grappa e dal 1918 ottenne il comando della 23ª divisione bersaglieri, segnalandosi sul Piave e sul Paradiso, ove ottenne altre onorificenze.
Con la fine del conflitto, nel gennaio del 1919 venne assegnato al corpo d'armata di stanza a Firenze, ma già dall'anno successivo venne congedato e lasciò la carriera militare il 20 luglio 1920.

### La politica e la vicinanza al fascismo degli albori
Dopo la sua messa a riposo, il generale Fara decise di ritirarsi nella sua residenza estiva di Nervi e si avvicinò al mondo politico. Vicino al nascente fascismo, si fece promotore del primo Fascio di Combattimento di Nervi costituito nel 1921 in occasione delle elezioni amministrative, ma aderì ufficialmente al movimento il 2 maggio 1922. Nel settembre del 1922 incontrò per la prima volta Emilio De Bono e Benito Mussolini, ricordando a quest'ultimo di essere stato il comandante dell'11º reggimento nel quale egli stesso aveva militato e di essere pronto a supportare la causa d'insurrezione del movimento fascista. Per questi motivi partecipò alla marcia su Roma nell'ottobre del 1922 insieme alla colonna di Ulisse Igliori, e divenne luogotenente generale della Milizia Volontaria per la Sicurezza Nazionale, nonché ispettore generale della stessa milizia.
Ad alcuni mesi di distanza dalla marcia su Roma, la Milizia Volontaria per la Sicurezza Nazionale venne ufficialmente istituzionalizzata e regolarizzata e per questo il Fara decise come altri ex ufficiali di aderirvi, entusiasta di poter tornare "in servizio attivo", rimanendo in tale posizione sino al 1928 quando venne collocato a riposo ed insignito del grado di comandante di corpo d'armata. Tra il 1924 e il 1925 fu anche regio commissario all'Aquila, dopo che il sindaco liberale Vincenzo Speranza lasciò la carica per contrasti con il nuovo regime.
Fu nominato Senatore del Regno il 22 dicembre del 1928.

## Onorificenze

### Riconoscimenti
- Milano gli ha intitolato una via.
- Novara gli ha intitolato una via.
- Roma gli ha intitolato una via.
- Il Partito Nazionale Fascista gli aveva intitolato la Colonia Fara a Chiavari. Sempre a Chiavari, una scuola primaria porta il suo nome.